# 贾木纳河

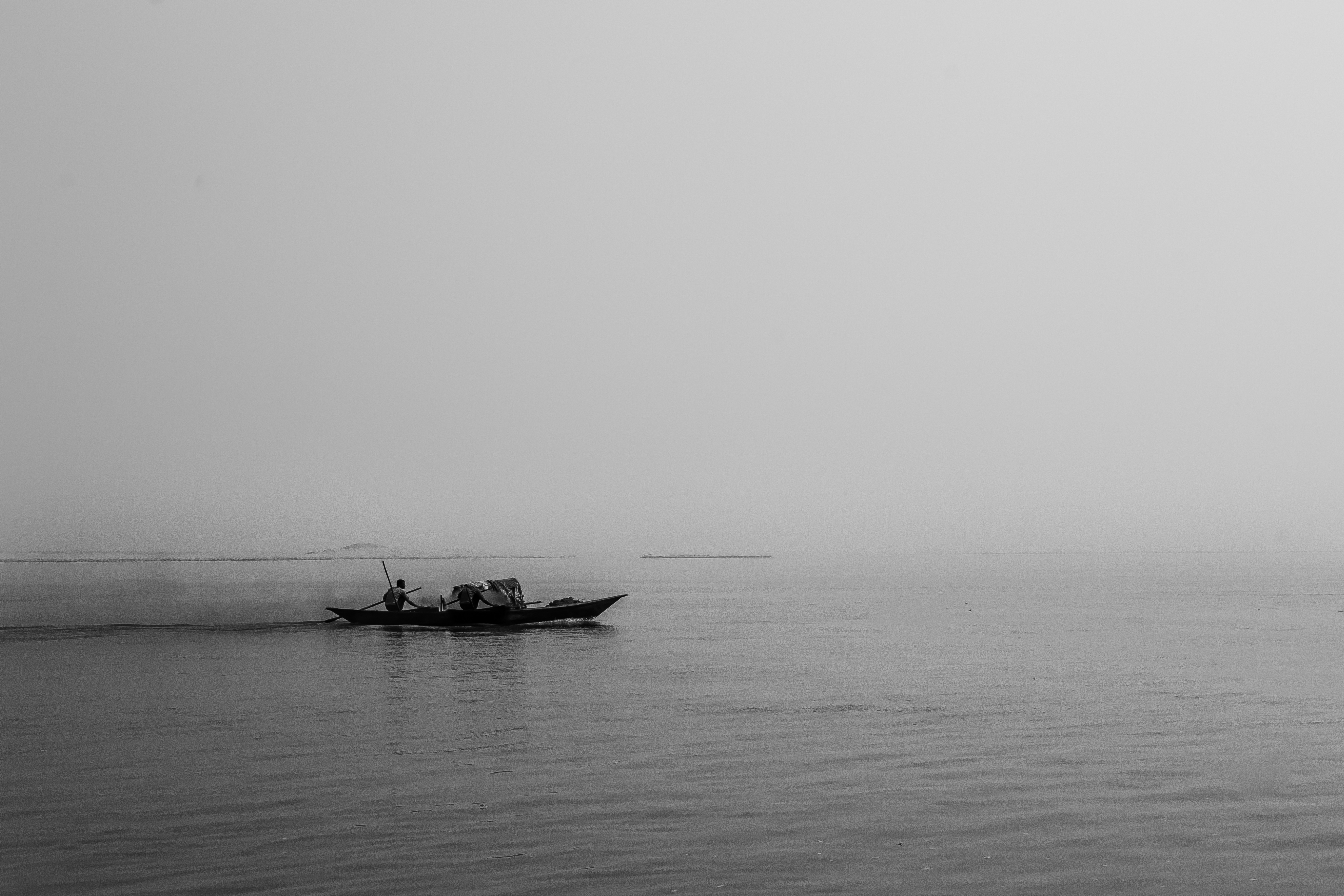
贾木纳河

贾木纳河（羅馬化：Jomuna，孟加拉語發音：[dʒɔmuna]）为孟加拉国三大河流之一，印度河流布拉马普特拉流入孟国境内河段之称。贾木拉河于拉杰巴里县小镇坚德布尔（Chandpur）接梅克纳河之后，于瓜伦多卡德汇入干流恒河自孟加拉湾入海。贾木拉河为孟国水上交通要道，可以通行大型货船。英属印度时期，蒸汽船曾直接通往阿萨姆。
贾木拉河河道沙洲众多，流域水系发达；每逢雨季，洪水泛滥。洪水携带富含腐殖质的泥沙反复堆积，沿岸形成连片沃土，成为宜农之地。当洪水再次袭来，顷刻间万顷良田成泽国。河道沿岸地质脆弱，河道时宽时窄，变化不定，使得巴布纳和迈门辛二县分界不明。雨季时，河道宽度达到8-13公里；旱季时，河道仅有3-5公里。贾木拉河也是孟加拉交通瓶颈，直至1996年修建贾木拉大桥才使孟国南北贯通。
23°48′49″N 89°45′4″E / 23.81361°N 89.75111°E